# Marcantonio Negri
Marcantonio Negri (auch Marc’Antonio Negri; * in Verona; † vor dem 3. Oktober 1624 in Veglia, heute Kroatien) war ein italienischer Sänger und Komponist der frühen Barockzeit. Er war Zeitgenosse und Mitarbeiter von Claudio Monteverdi am Markusdom in Venedig.

## Leben und Wirken
Negri wurde wahrscheinlich zu Beginn der 1580er Jahre in Verona geboren, wo er seine Schulbildung durchlief und die Protektion von Alberto Valier genoss, der 1591 Bischof von Verona wurde. Nach seiner Priesterweihe wurde Negri am 22. Dezember 1612  als Tenor und assistierender Kapellmeister (maestro di cappella) am Markusdom angestellt, kurz bevor die Stelle des ersten Kapellmeisters an Monteverdi vergeben wurde. 1616 erhielt Negri auf der Insel Veglia, Dalmatien (heute Krk in Kroatien) vom Dogen Giovanni Bembo das Kloster San Michele als Pfründe zuerteilt und wurde dessen Abt. Gleichzeitig behielt er in Venedig einige Teilzeitfunktionen und musste Monteverdi in dessen Abwesenheit vertreten. 1619 trat er von der Stelle am Markusdom zurück, sein Nachfolger dort wurde Alessandro Grandi. Negri starb vor dem 3. Oktober 1624 in Veglia, an diesem Datum wurde sein dortiger Nachfolger ernannt.
Negri veröffentlichte zwei Bücher mit weltlicher Musik unter dem Titel Affetti amorosi. Das erste stammt aus dem Jahr 1608 und enthält 21 vertonte Dichtungen, unter anderem von Giovanni Battista Guarini und Giambattista Marino, im damals modernen dreistimmigen Canzonetta-Stil, mit chromatischen Wendungen und Basso continuo. Es ist den venezianischen Edelleuten Giacomo und Andrea Morosini gewidmet. Das zweite enthält frühe Beispiele von Triosonaten für zwei Violinen und Continuo sowie einige Sinfonien mit Schlachtenmusik, wobei die Violinen Trompetenfanfaren imitieren. Dieser Stil wurde sowohl von Monteverdi als auch von Grandi übernommen.
Zudem publizierte Negri auch geistliche Musik im Stil der am Markusdom gepflegten Mehrchörigkeit, darunter ein Buch mit siebenstimmigen Psalmvertonungen (1613), das Alberto Valier gewidmet ist, und eines mit geistlichen Liedern (1618). Beide Werke wurden in Venedig herausgegeben. Zu den Schülern von Negri gehörte die Komponistin Lucia Quinciani.
1613 kam es zu einem Kompetenzstreit zwischen Negri und dem Leiter der Sängerensembles des Markusdoms, Gasparo Locadello. Dieser vertrat die Ansicht, dass die Leitung von Choraufführungen außerhalb der Basilika ihm als gewähltem Chorleiter und nicht dem Vizekapellmeister zustehe, was vom amtierenden Dogen Marcantonio Memmo bestätigt wurde.